# دین هویسن
بدین هویسن (انگلیسی: Dean Huijsen؛ زادهٔ ۱۴ آوریل ۲۰۰۵) بازیکن فوتبال اهل اسپانیا که در پست مدافع میانی است که برای باشگاه رئال‌مادرید در لالیگا و تیم ملی فوتبال اسپانیا بازی می‌کند. دین هویسن به پا به توپ بودن، پاس‌های کلیدی، دقت پاس، قطع توپ و مهارت‌های تدافعی و تهاجمی شهرت دارد.

## اوایل زندگی
هویسن متولد آمستردام هلند است. او در سطوح مختلف ملی جوانان، از جمله تیم‌های ملی زیر ۱۷ و زیر ۱۸ سال، نماینده هلند بوده است. در ۱۵ مارس ۲۰۲۴، هویسن توسط تیم ملی زیر ۲۱ سال اسپانیا فراخوانده شد تا در مقدماتی قهرمانی زیر ۲۱ سال اروپا ۲۰۲۵ مقابل بلژیک بازی کند.
خانواده‌اش وقتی او پنج ساله بود به ماربیا، اندلس، در اسپانیا نقل مکان کردند و او در فوریه ۲۰۲۴ شهروند اسپانیا شد. او می‌تواند به زبان‌های هلندی، اسپانیایی، ایتالیایی و انگلیسی صحبت کند. هویسن الگوی خود در دوران کودکی و نوجوانی را سرخیو راموس معرفی کرده است.

## دوران باشگاهی
دین هویسن مسیر حرفه‌ای‌اش را از مالاگا آغاز کرد. این مدافع سپس راهی یوونتوس شد و پس از دوره‌ای کوتاه و تنها یک بازی در تیم اصلی این باشگاه، به صورت قرضی راهی آاس رم تحت هدایت ژوزه مورینیو شد. هویسن در ژوئیهٔ ۲۰۲۴ با قراردادی شش ساله به بورنموث پیوست. این ستاره با انجام ۳۰ بازی در لیگ برتر انگلستان، خود را به عنوان یکی از بهترین مدافعان جوان اروپا مطرح کرد تا در نهایت، رئال مادرید در تاریخ ۱۷ مه ۲۰۲۵ با پرداخت بند آزادسازی ۵۰ میلیون پوندی دین هویسن این بازیکن جوان را به‌خدمت بگیرد.

## دوران ملی

### اسپانیا
در ۱۵ مارس ۲۰۲۴، هویسن توسط تیم ملی زیر ۲۱ سال اسپانیا برای بازی در گروه B مسابقات مقدماتی قهرمانی زیر ۲۱ سال اروپا ۲۰۲۵ مقابل بلژیک در سال ۲۰۲۵ فراخوانده شد. در ۱۷ مارس ۲۰۲۵، او توسط تیم بزرگسالان برای بازی در مرحله یک چهارم نهایی لیگ ملت‌ها مقابل هلند فراخوانده شد. او به دلیل مصدومیت جای اینیگو مارتینز را پر کرده بود و اولین بازی خود را در دقیقه ۴۱ به جای پائو کوبارسی انجام داد. این بازی با نتیجه ۲–۲ به پایان رسید. هویسن یکی از بهترین بازیکنان اسپانیا بود و به دلیل تغییر تیم ملی برای بازی برای اسپانیا، با استقبال خصمانه هواداران میزبان در ورزشگاه فاینورد مواجه شد. او اولین بازی خود را «رویا» نامید. هویسن در بازی برگشت به میدان رفت و به خاطر پاس گلی که در وقت‌های اضافه اضافی توسط لامین یامال به ثمر رسید، مورد ستایش قرار گرفت.

## سبک بازی
دین هویسن یک مدافع میانی راست‌پا و تهاجمی است. او توانایی بازی در هر دو سمت دفاع میانی را دارد. اگر موقعیت مناسب باشد، ترجیح می‌دهد جلوی خط دفاع بازی کند. او معمولاً مقابل مهاجم نوک تیم حریف قرار می‌گیرد. اما اگر هافبک حریف نیز پیش‌روی کند، به سراغ او نیز می‌رود. در هر دو حالت، هویسن سعی می‌کند با فشار و تماس‌های پی‌درپی، لمس اول توپ را برای حریف دشوار کند.
سبک دفاعی کلی هویسن تهاجمی و پیش‌دستانه است. او به‌ندرت بازیکن خودش را به هم‌تیمی می‌سپارد. در عوض، با قاطعیت تا میانه زمین دنبال او می‌رود. پس از هر حمله، سعی می‌کند سریع به خط دفاع برگردد. اما در برخی مواقع، دوباره به خط میانی بازمی‌گردد تا در نبردهای بیشتر شرکت کند.

## افتخارات

### نسل بعدی یوونتوس
- نایب قهرمانی کوپا ایتالیا سری C: 2022–23

هلند زیر ۱۷ سال

### اسپانیا
- نایب قهرمانی مسابقات قهرمانی زیر ۱۷ سال اروپا: ۲۰۲۲

اسپانیا
- نایب قهرمانی لیگ ملت‌های اروپا: ۲۰۲۴–۲۰۲۵